# Magyar Északkeleti Vasút

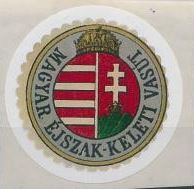
levélzáró / pecsétbélyeg

A Magyar Északkeleti Vasút Részvénytársaság (MÉKV) Magyarország egykori magánvasút-társasága volt.

## Története
A Tiszavidéki Vasút még 1859-ben kapott engedélyt a Nyíregyháza–Vásárosnamény vonal megépítésére, de ez a terv nem valósult meg. Ekkor Debrecen és Szatmár városok lakosainak ösztönzésére a Debrecenből Szatmáron át Máramarosszigetre vezető vasútvonal előmunkálataira gróf Forgách Antal és Kovách Lajos kért engedélyt 1864-ben. Az 1867-ben megalakult magyar kormány országos érdeknek tartotta a hosszabb vonalakból álló vasúttársaságok kialakulását, így a Felső-Magyarország keleti részén építendő vasúthálózat engedélyesei és a fent nevezetteket egyesítve, az 1868. évi XIII. törvénycikkel a Magyar Északkeleti Vasút építésére megadta az engedélyt. Az engedélyezett vonalak
- Debrecentől Szatmárnémetin és Tekeházán át Máramarosszigetig
- Tekeházától Csapon át Kassáig, valamint ez utóbbiból kiágazva
- Sátoraljaújhelytől Mezőzomborig és
- Bátyútól Munkácsig vezető vonalak voltak

Ezekre a vonalakra mérföldenként 37 100 ezüst forint kamatbiztosítás (kamatgaranciát) nyújtottak a 64,5 mérföld hosszúságú vonal biztosított tőkéjét 47 214 000 forintban állapították meg. A részvény és kötvények szelvényei 10 évre adó- és illetékmentesek voltak. Az építést a berlini dr. Stroussberg Henrikre bízták. Stroussberg a kamatbiztosítás alapján kibocsátott építési tőkéért elvállalta a vonal megépítését, teljes felszerelését, az építés ideje alatt felmerülő időközi kamatok és igazgatás költségeinek fizetését. Az előmunkálatok lassú végzése, az addig nem ismert árvízmagasságok, végül a francia-német háború kitörése miatti munkáshiány az amúgy is rosszul vezetett vállalatot megbuktatta. 1871-ben Stroussberg kijelentette, hogy csak akkor képes folytatni a munkálatokat, hogyha a beszerzett anyagok értékének arányában előleget kap. Ezt engedélyezték, majd 1871. márciusában Stroussberg a vállalatot a bécsi Union Banknak adta át. A bank állítólag az építés befejezéséig 22 millió forintot veszített, mert a Tekeházánál építendő 420 m hosszú Tisza-híd, továbbá a Kassa–Legenyemihályi–Sátoraljaújhely vonalon bekövetkezett csúszások a munkálatokat nagyon megdrágították. A fenti vonal építése közben az 1870. évi XVII. törvénycikkel engedélyezték a Nyíregyháza–Ungvár közötti másodrangú vonal építését, melyre mérföldenként csak 20 000 ezüst forint kamatot garantáltak és a teljes tőkét 4 960 000 forintban állapították meg. Ennek a vonalnak építésébe az első vállalkozó szintén belebukott. Mindezek miatt a kormány újabb tőkerendezéseket engedélyezett, végeredményként 1877. december 31-re a névleges tőke volt 57 390 000 forint lett, melyhez különböző kölcsönökből még  7 394 830 forint járult.

## Vonalai
- Szerencs–Máramarossziget (243,1 km) (*1871/72)
- Debrecen–Királyháza (150,4 km) (*1871/72)
- Bátyú–Munkács (26,3 km) (*1872)
- Nyíregyháza–Ungvár (93,9 km) (1872/73)
- Sátoraljaújhely–Kassa (66,6 km) (*1872/73)

A MÉKV vonalait a 1890-ben, a XXX. törvénycikk alapján államosították.